# Der zerbrochne Krug (1990)
Der zerbrochene Krug ist eine Fernseh-Verfilmung der gleichnamigen Theaterkomödie von Heinrich von Kleist.

## Handlung
Die Handlung entspricht der literarischen Vorlage:

## Produktion
Der Film basiert auf einer Theaterinszenierung des Stücks durch Dieter Dorn, die 1986 bei den Salzburger Festspielen Premiere hatte und danach an den Münchner Kammerspielen aufgeführt wurde, deren Intendant Dorn war. Seit der Uraufführung des Stücks von 1808, bei der Goethe in Weimar Regie führte, war dies die erste Inszenierung, bei der der Schluss der Originalfassung gespielt wurde: Für die erste Buchausgabe hatte Kleist den Schluss später verändert und gekürzt. Auch sonst gibt die Inszenierung das Drama originalgetreu und ungekürzt wieder. Die Filmaufnahmen fanden allerdings nicht auf der Bühne der Kammerspiele, sondern in einem Studio des Bayerischen Rundfunks statt.

## Rezeption
„Dorns Inszenierung besticht vor allem durch die Effizienz, mit der uneitle, dem Klima und den Proportionen des Stückes stets angemessene szenische Metaphern das Wesentliche vermitteln: [...] „Der zerbrochene Krug“ als witzig-böse Parabel einer Welt in Scherben. Jürgen Rose gelingt es mit seiner Ausstattung eine historische Epoche auf den atmosphärischen Punkt zu bringen, ohne damit dem nach den zeitlosen Qualitäten des Stückes forschenden Blick im Wege zu stehen. Ein Ensemble brillanter Schauspieler – allen voran Rolf Boysen als Dorfrichter Adam – geht mit Kleists Sprache pfleglich um und setzt neue Maßstäbe für Interpretation und Gestaltung der berühmten Rollen.“

„Amüsantes Fernsehspiel mit guten Darstellern“